# Língua natu
O natu foi uma língua indígena brasileira falada pelos índios natus. É uma língua ainda não classificada.

## Vocabulário
Vocabulário natu, falado pelos caboclos natus em Colégio, Alagoas (Pompeu 1958):
| Português           | Natu      |
| ------------------- | --------- |
| estréla             | iroinkó   |
| fogo                | shakishá  |
| água                | kraunã    |
| Rio São Francisco   | Opára     |
| cachimbo            | katuká    |
| cachimbo cerimonial | kuzipé    |
| maracá              | shishiá   |
| dinheiro            | meré      |
| mulher              | pikwá     |
| gente estranha      | zitók     |
| boi                 | krazó     |
| ovelha              | sêprun    |
| jacaré              | gozê      |
| jaboti              | kati      |
| mandioca            | grogó     |
| feijão              | ma, tsaká |
| tabaco, fumo        | bazé      |